# Erzbistum Apamea
Koordinaten: 35° 25′ 12,8″ N, 36° 23′ 33,3″ O
Das Erzbistum Apamea war ein frühchristlich-byzantinisches Bistum und seit ca. 400 Metropolitansitz in Apamea am Orontes in der spätrömischen Provinz Syria Secunda. Der Bischofssitz ging einige Zeit nach der muslimischen Eroberung und der Entvölkerung der Stadt im 7. Jahrhundert wieder unter. 1109 eroberten die Kreuzfahrer den Ort und richteten hier einen lateinischen Erzbischofssitz ein, der aber nach der muslimischen Rückeroberung von Apamea 1149 zunächst nach Antiochia am Orontes verlegt wurde. Nach der Eroberung von Antiochia durch die Muslime 1268 ging das Erzbistum endgültig unter. Apamea am Orontes ist heute eine Ruinenstadt, 45 km nordwestlich von Hama, im Gouvernement Hama, Syrien.

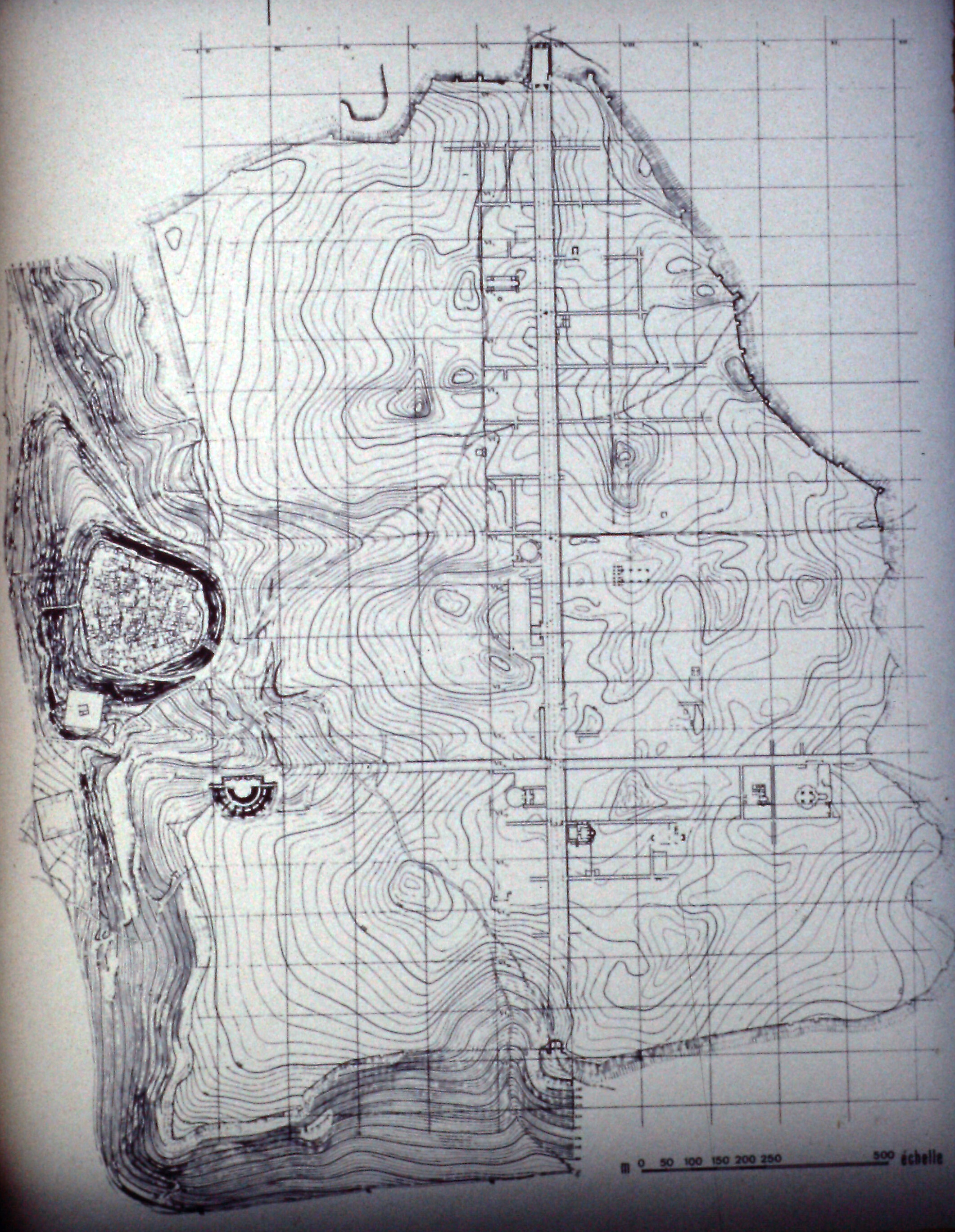
Höhenlinienmodel der Stadt Apamea; der Umriss der Stadt und die Zitadelle sind gut zu erkennen

## Geschichte
Die Geschichte der Stadt Apamea reicht weit bis in die vorchristlichen Jahrhunderte zurück. Sie wurde vom ersten Seleukidenkönig Seleukos I. Nikator (312–281 v. Chr.) an Stelle einer älteren, wohl persischen Siedlung namens Pharnake neu gegründet und nach seiner Frau Apame benannt. Sie gehörte damals zur syrischen Tetrapolis von Antiochia am Orontes, Laodicea ad Mare, Seleucia Pieria und Apamea. Im 1. Jahrhundert n. Chr. wurde die Stadt unter dem Namen Colonia Claudia Apamea eine römische Bürgerkolonie. Sie war damals eine der größten Städte Syriens.

## Der frühchristlich-byzantinische Bischofssitz
325 ist erstmals ein Bischof und damit ein Bischofssitz in Apamea urkundlich nachgewiesen. Der Bischofssitz dürfte aber bereits etwas früher entstanden sein, wie drei – allerdings nur legendenhaft überlieferte – Bischofsnamen vermuten lassen. Um 400 wurde Apamea Hauptstadt der neu etablierten Provinz Syria Secunda (oder Syria salutaris).Vermutlich mit der territorialen Neuordnung Syriens wurde Apamea am Orontes auch Metropolitansitz. Während der muslimischen Eroberung Syriens 636/638 wurde Apamea geplündert und zerstört. Die Stadt entvölkerte sich, lediglich der Festungsbereich blieb bewohnt. Der Metropolitansitz existierte aber auch noch einige Zeit nach der arabischen Eroberung der Stadt.

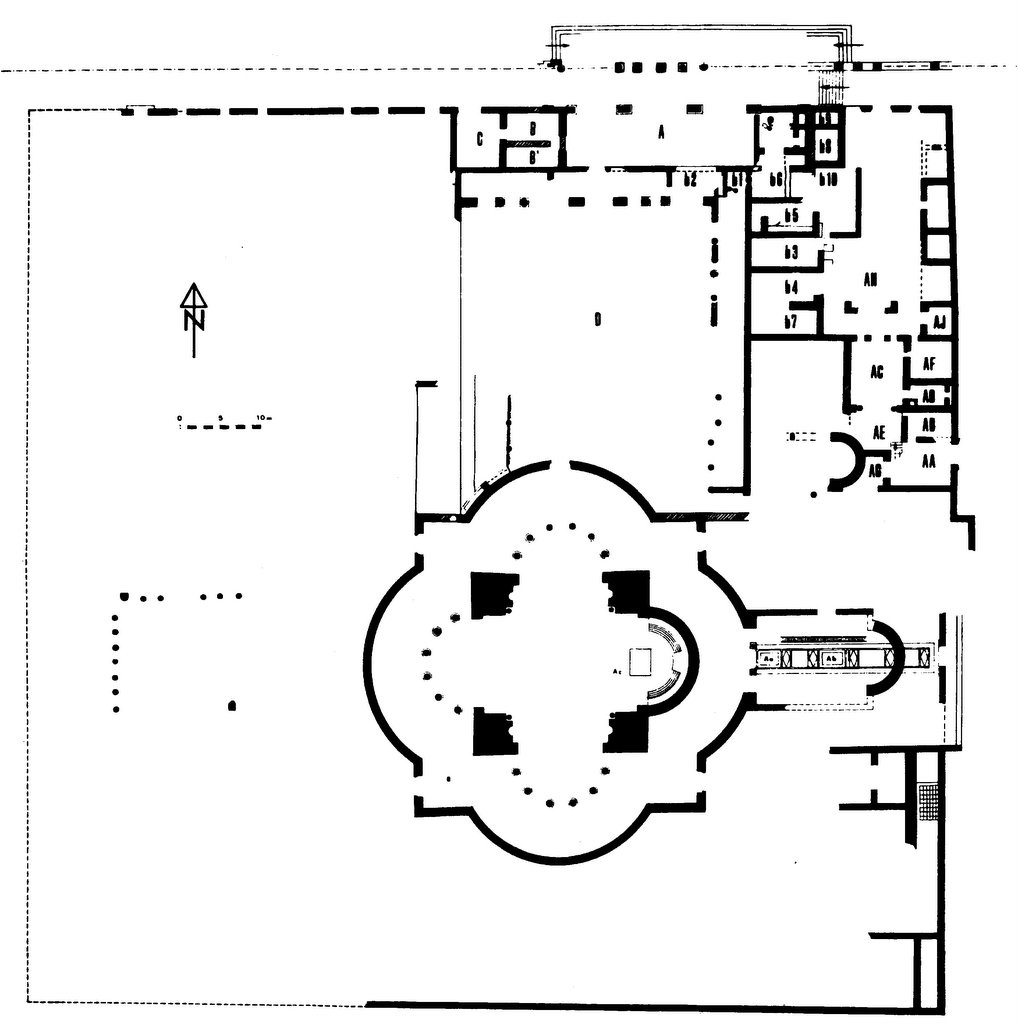
Grundriss der Kathedrale in Apamea, eine Tetrakonchenkirche

Der Metropolitanbischof von Apamea hatte in byzantinischer Zeit folgende Suffraganbistümer unter sich:
- Bistum Arethusa (Arethusa, heute Rastan, Gouvernement Homs, Syrien)
- Bistum Epiphania (heute Hama, Gouvernement Hama, Syrien)
- Bistum Larissa (heute Schaizar, Gouvernement Hama, Syrien)
- Bistum Mariamme (Maryamin, Gouvernement Homs, Syrien)
- Bistum Seleucobelus (auch Seleucia ad Belus oder Seleucopolis) (am Orontes, wahrscheinlich Dschisr asch-Schughur, Gouvernement Idlib, Syrien)
- Bistum Raphanea (Ruinenstadt, 38 km nordwestlich von Homs, zwischen Nisaf und Baarin, Lage:)
- Bistum Balanea (heute Baniyas, Gouvernement Tartus, Syrien)

### Frühchristlich-byzantinische Erzbischöfe
Die ersten drei bei Gams angeführten Bischöfe hält Max Treppner für zweifelhaft.
- ?Aristarchus
- ?Jeremias
- ?Theophilus
- 325 bis 341 Alpheus, er nahm 325 am Ersten Konzil von Nicäa teil[3][4]
- 363 Uranius[3][4]
- 381 Joannes, er nahm am Ersten Konzil von Konstantinopel teil[3][4]
- 390 S. Marcellus Märtyrer[3][4]
- 431Agapetus[3][4]
- 434 Alexander[3][4]
- 451 Domnus, er nahm am Konzil von Chalcedon teil[3]
- 475 Conon[3]
- 477 Joannes Codonatus[3]
- Marinus[3]
- 518 Petrus[3]
- Isaac (Nachfolger des Petrus)[3]
- Paulus (Nachfolger des Isaac)[3]
- 553 bis 560 Thomas, nahm am Zweiten Konzil von Konstantinopel von Konstantinopel teil[3]
- 648 Thomaricus († 648)[3]
- 711 Georg, wurde Bischof von Martyropolis (Tigranocerta)(heute Silvan, Türkei)[3]

## Der Lateinische Erzbischofssitz
1106 eroberte der Kreuzfahrer Tankred von Tiberias die Stadt Apameia am Orontes. Es ist nicht bekannt, ob der orthodoxe Metropolitansitz zur Zeit der Eroberung noch existierte, jedenfalls gibt es keinen urkundlichen Nachweis. 1110 wurde hier ein lateinisches Erzbistum eingerichtet und Peter von Narbonne, der bereits Bischof von Albara war, nun vom neuen Lateinischen Patriarchen von Antiochia Bernhard von Valence zum Erzbischof von Apamea geweiht. Das lateinische Erzbistum sollte an die Tradition des wohl untergegangenen frühchristlich-byzantinischen Metropolitanssitzes anknüpfen. Peter von Narbonne wurde nun wechselweise als Bischof von Albara oder Erzbischof von Apamea, oder auch als Erzbischof von Albara und Erzbischof von Apamea bezeichnet. Die beiden Bistümer Apamea und Albara wurden de facto verschmolzen.

### Suffraganbistümer des Lateinischen Erzbistums Apamea
Das lateinische Erzbistum Apamea hatte bei Weitem nicht mehr die territoriale Ausdehnung wie das frühchristlich-byzantinische Erzbistum, dessen Gebiet weitgehend unter muslimischer Kontrolle blieb. Dem Lateinischen Erzbistum Apamea unterstanden deshalb nur die drei folgenden Suffraganbistümer:
- Bistum Albara (wurde quasi mit dem Erzbistum Apamea vereinigt)
- Bistum Raphanea
- Bistum Valania

### Bischöfe, Kapitulare und Kleriker
Die Liste der Erzbischöfe ist bedingt durch die urkundlichen Lücken sehr unvollständig.
- 1110 bis 1119, 1123 Peter von Narbonne, war seit 1098/99 Bischof von Albara[6]
- (1140) bis 1141 Serlo, wurde in diesem Jahr abgesetzt[6]
- 1174 Geraldus[6]
- 1198 NN (Joscius?)[6]/Lao[7] (wurde 1198 Erzbischof von Tripoli)
- 1215, ?1219 Oto/Hotho[7][6]
- 1223, 1232? Anselmus[7][6]
- 1263 NN[6]

Die genaue Anzahl der Domkapitulare des Kathedralkapitels ist nicht bekannt. 1174 sind genannt: Alexander, Hermandus (Dekan). Johannes,  Theodericus und Sergius (Thesaurarius oder Schatzmeister). Im selben Jahr werden an Klerikern noch erwähnt der Archidiakon Alexander und der Capellanus Petrus.
1110 begleitete Peter von Narbonne das Kreuzfahrerheer, das Edessa von der Belagerung durch Maudud von Mossul entsetzte. 1123 wurde Peter von Narbonne bei der Erstürmung von Albara vom Emir Balak ibn Bahram gefangen genommen. Ihm gelang etwas später die Flucht. 1130 gelang den Kreuzfahrern die Rückeroberung Albaras. Zu diesem Zeitpunkt war Peter von Narbonne aber bereits verstorben, er konnte also seine Bischofsstadt nicht mehr in Besitz nehmen.
Im Laufe des Jahres 1148 wurde Albara, und im Juli 1149 auch Apamea von den Moslems unter Nur ad-Din erobert. Die später genannten Erzbischöfe von Apamea residierten dann nicht mehr in Apamea, sondern in Antiochia am Orontes. 1157 wurde Apamea durch zwei Erdbeben schwer beschädigt. Teile der Festung rutschten ab.
Aufgrund der prekären militärischen Lage in Nordsyrien in und nach der Mitte des 12. Jahrhunderts überließ Bohemund III. von Antiochia 1168 dem Johanniterorden das Lehen Apamea bzw. was von der Erzdiözese in seinem Herrschaftsbereich (Fürstentum Antiochia) noch in christlicher Hand verblieben war. Es dürfte mehr ein formaler Akt gewesen sein, in der vagen Hoffnung, dass der Johanniterorden an die Muslime verlorene Gebiete zurückerobern würde. 1233 lebte der Erzbischof von Apamea eine Zeitlang in der Stadt Laodicea. In Laodicea gab es damals noch eine große Kolonie westlicher Handelsleute. 1268 wurde auch Antiochia vom Mamluken-Sultan Baibars erobert und der Erzbischofssitz Apamea ging nun endgültig unter. Apamea ist heute eine Ruinenstadt. Lediglich der Festungsbereich blieb wohl weiterhin bewohnt. Der Bischofstitel von Albara wurde später auch nicht mehr als Titulatur vergeben. Dagegen vergibt bzw. vergab die katholischen Kirche in der Tradition des untergegangenen Erzbistums Apamea den Titel eines Erzbischofs von Apamea (derzeit vakant).